# Notre-Dame-du-Mont-Carmel
Pour les articles homonymes, voir Notre-Dame-du-Mont-Carmel (homonymie).
Notre-Dame-du-Mont-Carmel est une municipalité de paroisse érigée canoniquement en 1858 et civilement en 1859, située dans la municipalité régionale de comté (MRC) Les Chenaux, dans la région administrative de la Mauricie, au Québec, Canada.

## Toponymie
La municipalité porte le nom de Notre-Dame-du-Mont-Carmel, nom choisi par l'évêque Thomas Cooke en raison de la montagne et fait référence au Mont Carmel de Terre Sainte. Autrefois, elle était souvent désignée comme « Mont-Carmel-Valmont » à cause du nom du Bureau de poste du village. Le nom de Valmont vient de la montagne et de la plaine s'étendant à ses pieds,.

## Histoire
Après l’arrivée de plusieurs familles, le 2 décembre 1858, les habitants de « La Montagne », nom donné à ce lieu à l'époque, présentent une requête à l’évêque des Trois-Rivières, Monseigneur Thomas Cooke lui demandant d’y fonder une paroisse. Les démarches complétées, le 30 décembre 1858, Monseigneur Cooke érige canoniquement la paroisse sous le vocable de Notre-Dame-du-Mont-Carmel. Le vocable de Notre-Dame-du-Mont-Carmel est suggéré par le premier curé, Théophile Sicard De Carufel, en souvenir du Mont-Carmel de la Terre Sainte en Palestine. L’ajout de Notre-Dame était dans le but de confier les paroissiens à la protection de la Vierge Marie. La fête patronale a été fixée au 16 juillet du calendrier liturgique.
La municipalité de paroisse de Notre-Dame-du-Mont-Carmel est constituée en 1859, probablement à partir de territoires non-organisés.

### Héraldique
| Diversité - Harmonie - Unité |
| ---------------------------- |

| L'écu de Notre-Dame-du-Mont-Carmel se blasonne ainsi : Divisé en chevron de sinople sur or, la cime du chevron se terminant en une croix celtique, au pal de l’un en l’autre, à deux feuilles d’érable en chef et à une fleur de lis en pointe, le tout de l’un à l’autre |

## Géographie

### Hydrographie
La municipalité est bordée à l'ouest par la rivière Saint-Maurice. Elle est également traversée par la rivière Cachée, qui prend sa source au lac Trotochaud (Valmont) dans la Tourbière  du Lac à la Tortue et qui s'écoule d'est en ouest pour se jeter dans le Saint-Maurice.

## Démographie
La municipalité comptait 5 467 habitants en 2011 ainsi que 1 665 familles. L'âge médian était de 43,2 ans.
| 1996  | 2001  | 2006  | 2011  | 2016  | 2021  |
| ----- | ----- | ----- | ----- | ----- | ----- |
| 4 835 | 5 055 | 5 131 | 5 467 | 5 751 | 6 121 |

## Administration
À l'origine dans le comté de Champlain, Notre-Dame-du-Mont-Carmel est intégrée à la MRC du Centre-de-la-Mauricie lors de la réforme des structures supramunicipales de 1982. Ensuite, lors du regroupement de Shawinigan et de la dissolution de la MRC du Centre-de-la-Mauricie dans le cadre de la réorganisation des municipalités de 2002, elle est intégrée à la nouvelle municipalité régionale de comté Les Chenaux, ayant pour chef-lieu Saint-Luc-de-Vincennes et constituée, outre Notre-Dame-du-Mont-Carmel, des municipalités rurales de l'ancienne MRC de Francheville.

### Liste des maires
Les élections municipales se font en bloc et suivant un découpage de six districts.
| Notre-Dame-du-Mont-Carmel Maires depuis 2001                                                                         |                 |         |          |
| Élection | Maire           | Qualité | Résultat |
| 2001 | André Landry    |         | Voir     |
| 2005 | Pierre Bouchard |         | Voir     |
| 2009 | Pierre Bouchard | Voir    |          |
| 2013 | Luc Dostaler    |         | Voir     |
| 2017 | Luc Dostaler    | Voir    |          |
| 2021 | Luc Dostaler    | Voir    |          |
| Élection partielle en italique Depuis 2005, les élections sont simultanées dans toutes les municipalités québécoises |                 |         |          |

## Transport

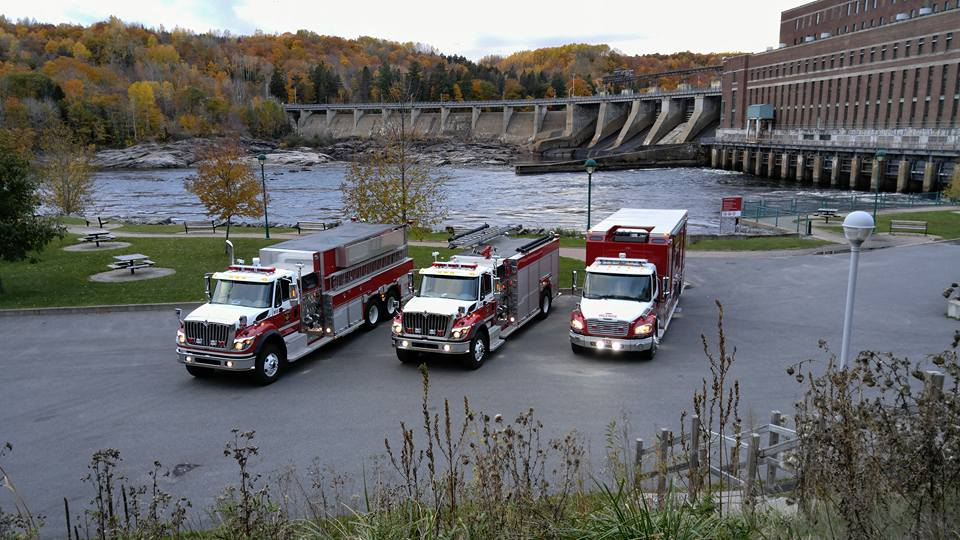
Les trois véhicules du service incendie de la municipalité devant la centrale hydroélectrique La Gabelle et la rivière Saint-Maurice.

La municipalité est traversée par la route 157, route provinciale qui relie Trois-Rivières (secteur Cap-de-la-Madeleine) à Shawinigan. La structure des routes est majoritairement organisée autour des trois rangs qui traversent le territoire. En ordre, du nord au sud :
- Le rang Saint-Louis, qui relie Shawinigan (secteur Shawinigan-Sud) à l'ouest;
- Le rang Saint-Flavien, qui à l'ouest devient le rang des Grès et mène jusqu'au barrage de la centrale hydroélectrique de La Gabelle, qui permet de traverser la rivière Saint-Maurice et relie Mont-Carmel à Saint-Étienne-des-Grès;
- Le rang Saint-Félix, qui relie Trois-Rivières au sud-ouest et Saint-Maurice au nord-est.

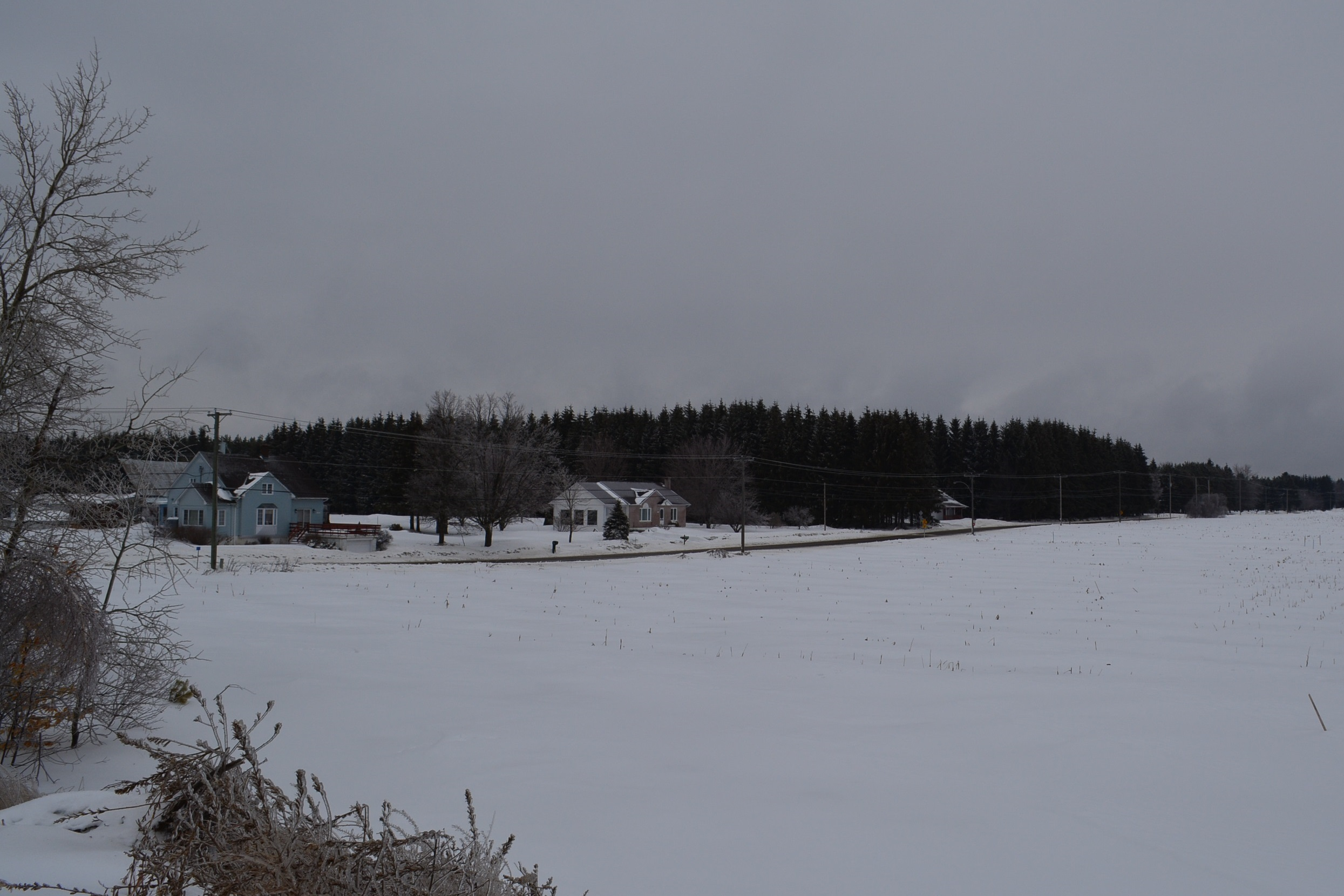
Scène hivernale au rang Saint-Flavien.

## Société, tourisme et événements

### La Montagne[13],[14]
Le Centre de ski Mont-Carmel est un attrait majeur de la municipalité pendant plus de 60 ans. Après sa fermeture, en 2012 et une vente à l'encan, le centre fut démonté petit à petit, puis laissé sans entretien pendant près de trois ans.
La réouverture graduelle du centre a permis de remettre sur pied les installations sanitaires, les bâtiments et le territoire en général. Les nouvelles activités du centre comprennent, entre autres, du ski de montagne (FQME), de la raquette, des camps de survie, des activités d'animation,, des activités en lien avec la fête nationale, du ski de fond, sentiers pédestres, etc.
L'organisme à but non lucratif Biathlon Mauricie a introduit ce sport olympique dans la région. L'organisme initie chaque année plus de 300 élèves de la Commission scolaire de l'Énergie au biathlon et ses rudiments. Le Centre accueille maintenant plusieurs activités et réceptions, et son ouverture couvre les 12 mois de l'année.

### Domaine de la Forêt Perdue
Le Domaine Enchanteur, ou « Domaine de la Forêt Perdue » est un vaste site où sont aménagées diverses installations. Principalement, il s'agit d'environ 12 kilomètres de sentiers en forêt qui sont glacés en hiver et permettent d'y faire du patin, ainsi que 8 kilomètres supplémentaires de sentiers de raquette. On y retrouve aussi une ferme animalière ainsi qu'un labyrinthe suspendu. Le domaine est ouvert toute l'année.

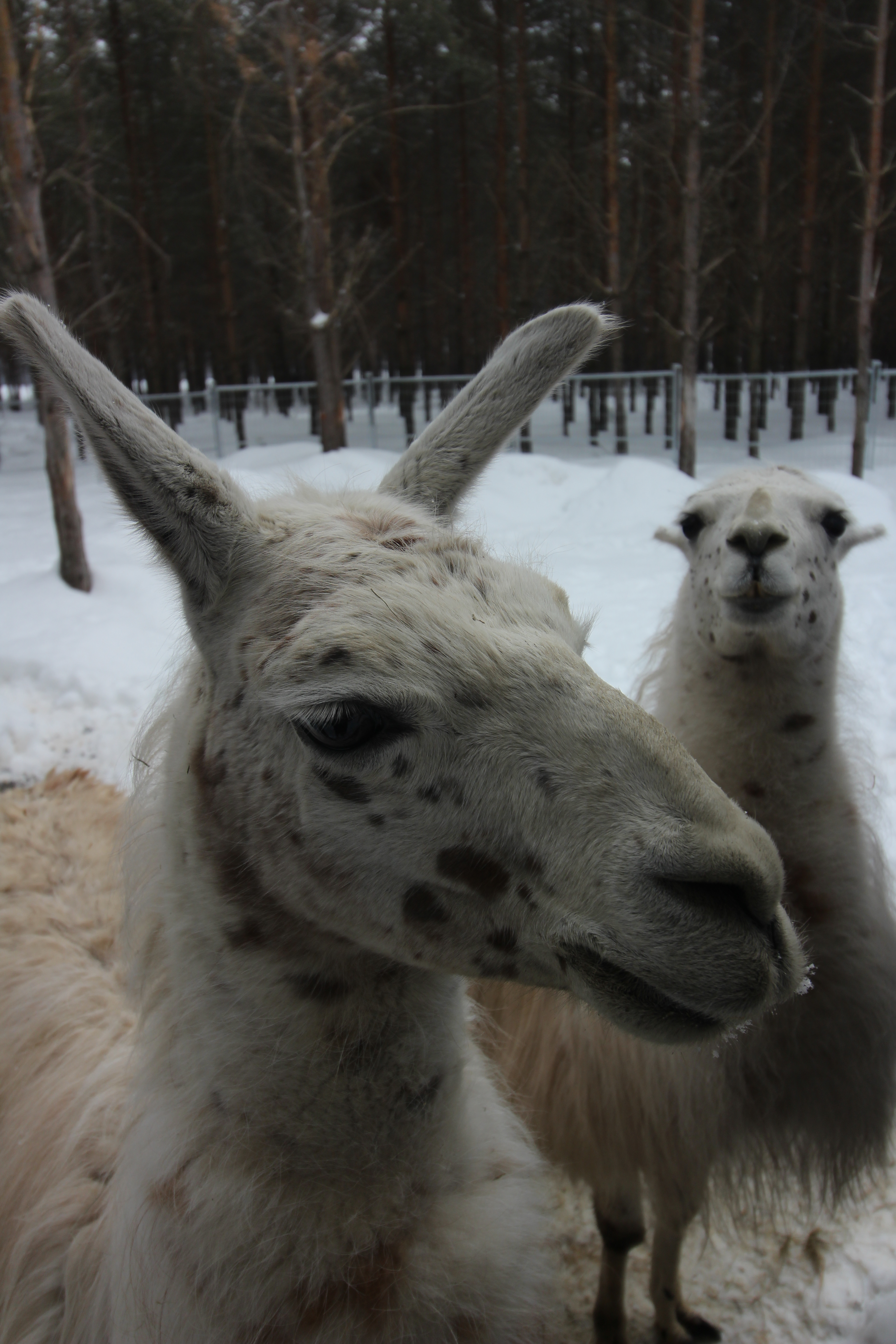
Lamas du Domaine enchanteur

### 2009:150eanniversaire
En 2009, la municipalité fête ses 150 ans. Durant l'année, plusieurs événements ont lieu, dont une parade de chars allégoriques, un concert de Michel Pagliaro et plusieurs feux d'artifice. De plus, la municipalité profite des célébrations pour inviter le joueur de hockey Pascal Dupuis, alors membre des Penguins de Pittsburg, qui apporte le 1er août au village la Coupe Stanley remportée par l'équipe cette même saison.

### Mont-Carmel en fête
Depuis les fêtes du 150e anniversaire de la municipalité en 2009, chaque année au mois de juillet est organisé le festival «Mont-Carmel en fête». L'événement dure trois jours durant lesquels des spectacles, diverses activités et des feux d'artifice sont organisés. L'accès au site est gratuit en tout temps.
Le festival a notamment accueilli des artistes comme Marie-Chantal Toupin en 2010, Kaïn en 2014 ainsi que Marc Dupré et Kevin Bazinet en 2015,.

### Spectacles
Le 8 mai 2010, l'humoriste Mike Ward a fait un spectacle bénéfice à la salle paroissiale, accompagné de trois autres humoristes.

## Personnalités liées
- Jacques Plante, joueur de hockey sur glace

## Photographies

Cimetière - Rivière - Tourbière-du-Lac-à-la-Tortue
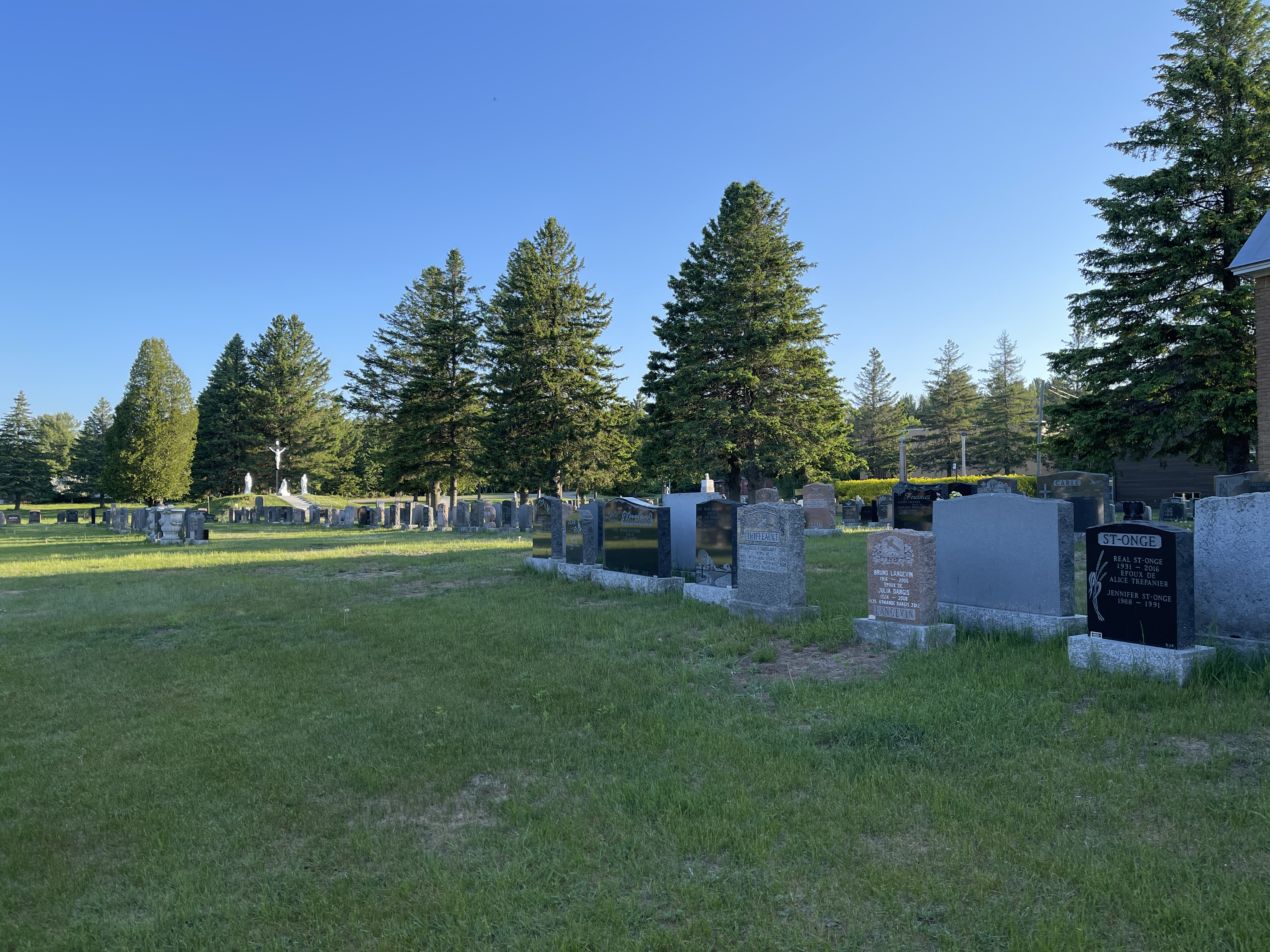
Cimetière[28] et son calvaire
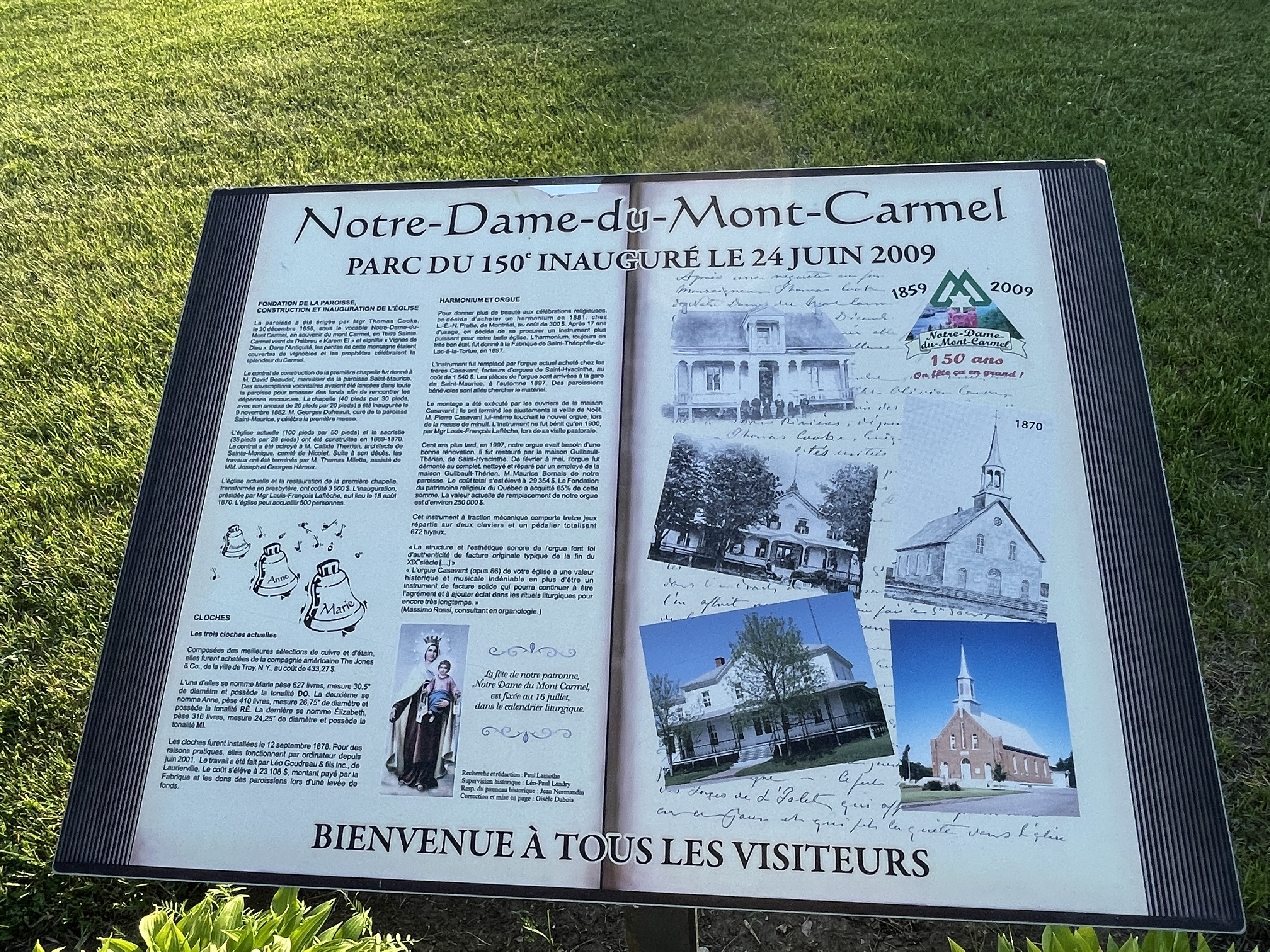
Panneau au parc du 150e, inauguré le 24 juin 2009
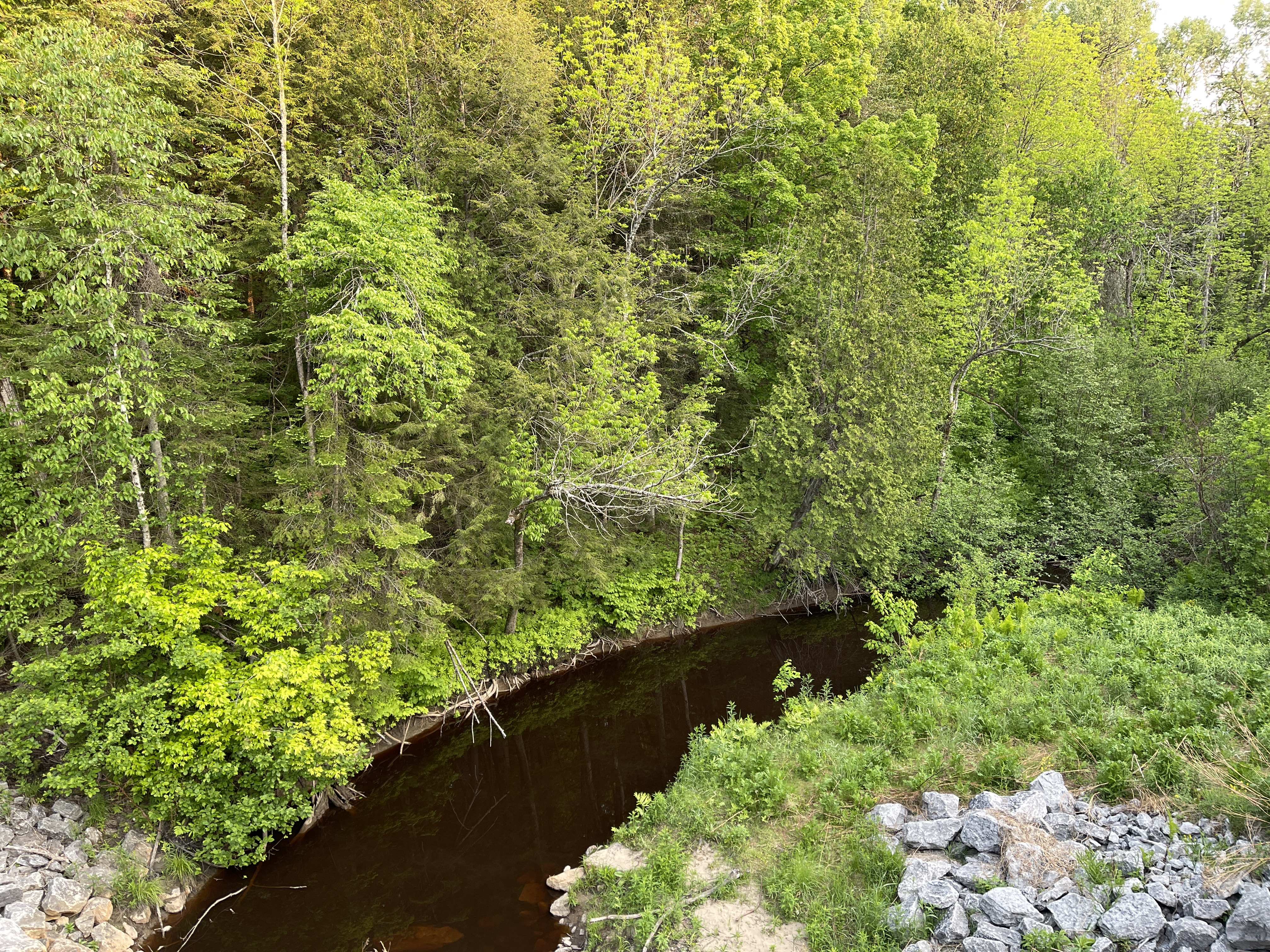
Rivière Cachée[29] du pont -01591[30], rang Saint-Louis
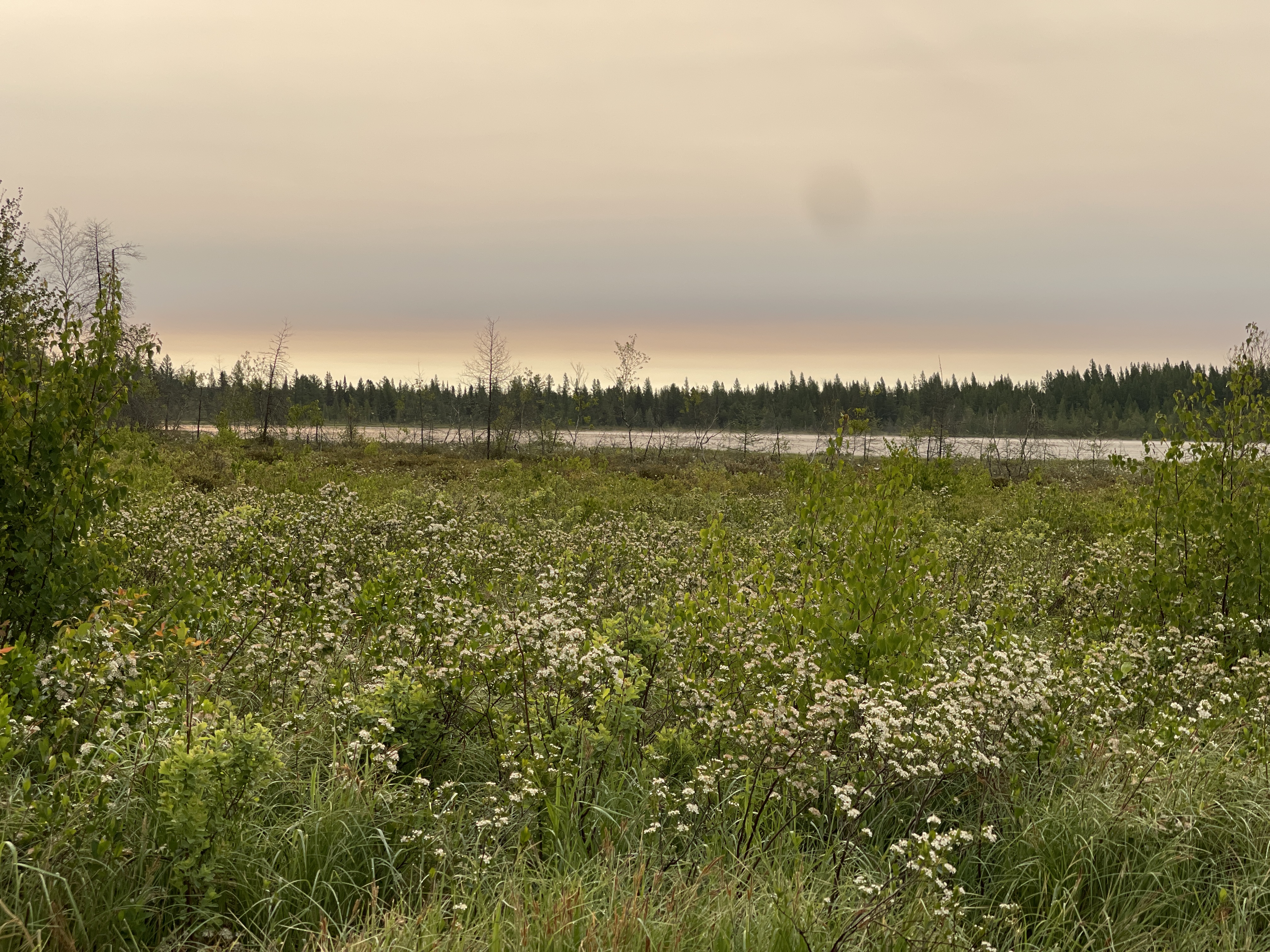
Réserve naturelle de la Tourbière-du-Lac-à-la-Tortue[31],[6], lac Trotochaud ou Valmont, rang Saint-Louis

### Accident de la «Tour de Mont-Carmel»

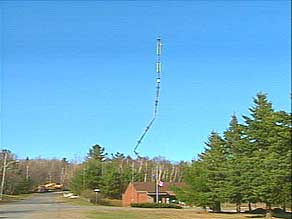
Démolition de la tour de communications sur la montagne, avril 2001.

Le 22 avril 2001, le pilote d'avion amateur Gilbert Paquette heurte accidentellement le sommet de la tour de communications avec son Cessna 150, tour de près de 331 mètres de hauteur, et située sur le « Mont Carmel ». La carcasse de l'avion, ainsi que le corps de l'homme restent perchés au point d'impact. À cause des dommages causés à la structure, mais aussi pour que la famille récupère le corps du défunt pilote, la tour est démolie le 27 avril avec des explosions de dynamite contrôlées. Elle est par la suite reconstruite, et y tient toujours sur une structure plus courte